# Evolution II (Stargate SG-1)
Evolution II (Evolución, Parte 2) es el décimo segundo episodio de la séptima temporada de la serie de televisión de ciencia ficción Stargate SG-1. Corresponde a la Parte 2 de 2, siendo precedida por Evolution I. Es también el episodio N.º 144 de toda la serie.

## Trama
En el campamento guerrillero, su líder Rafael continua interrogando a Daniel y a Lee, con métodos cada vez más severos, sobre que hace el "artefacto" que encontraron, pero ellos aún se niegan.
En el SGC, Hammond informa a O'Neill que está autorizado para ir a rescatar al Dr. Jackson con ayuda de un agente de la C.I.A. llamado Burke, al cual Jack parece conocer. Después de irse este, Jacob/Selmak informa al resto sobre Tartarus y su Portal, el cual está protegido por un escudo de energía. Selmak decide utilizar la armadura del Súper-soldado para atravesarlo, y luego desactivar los sensores del planeta para que Carter, Teal’c y Bra’tac en un Tel’tak aterricen. Aunque es un plan riesgoso, aceptan llevarlo a cabo. 
En Nicaragua, O'Neill se reúne con Burke, quien le informa sobre lo sucedido y de la situación entre Honduras y Nicaragua. Sin embargo, pronto empiezan a discutir por el pasado de ambos, y Jack termina adentrándose en la selva con un guía. Mientras tanto, el Dr. Lee es traído de vuelta a la celda, donde le dice a Daniel que ha confesado todo; Rafael ha logrado activar el dispositivo Antiguo.
De vuelta al CSG, Jacob se coloca la armadura, y logra atravesar el escudo, accediendo a Tartarus, donde pronto un Goa'uld, llamado Toth, le lleva a un laboratorio para examinarlo. Repentinamente, Anubis entra al cuarto y ordena a Toth ausentarse. Esto permite que Selmak desactive los sensores, para que Carter, Teal'c y Bra'tac aterricen en un Tel'tak. 
En Honduras, O'Neill vuelve a encontrarse en medio de la selva con Burke, ahora armado, pero esta vez decide aceptar su ayuda en la búsqueda. Pronto encuentran al guía de Daniel, aun vivo, tirado en el suelo, y más adelante, hablando de su pasado, Burke revela a O'Neill que mató a un compañero, que por cierto era un buen amigo de ambos, durante un combate, porque era un traidor. No lo dijo para evitarle el dolor a la esposa de éste.
En la base de la guerrilla, Daniel pronto descubre que el aparato fue activado. Él dice que es muy peligroso y que deben apagarlo, pero cuando otro rebelde dice lo mismo, Rafael lo mata.
En Tartarus, tras reunirse con Jacob, Teal'c y Carter encuentran a la reina Goa'uld que crea los simbiontes para los "Súper soldados". Sin embargo, también descubren que aquellos simbiontes nacen con la mente en blanco, como ocurriría con los de Egeria de Pangar. 
Tras unos minutos, los 3 descubren un cuarto lleno de miles de "Super soldados", reuniéndose en torno a Anubis, quien los llama "Guerreros Kull". Toth repentinamente los encuentra y aunque Carter lo mata, se activa una alarma. El equipo escapa, mientras detonan C-4 en la cámara de la reina para evitar que Anubis cree más soldados. Son perseguidos por algunos Guerreros Kull, e incluso uno logra entrar a la nave de carga, aunque Bra'tac logra expulsarlo utilizando los anillos de transporte.
Mientras, en el campamento Guerrillero, el rebelde muerto, es reanimado por el dispositivo Antiguo, y comienza a dispararle violentamente a todos. En el desorden, Daniel y el Dr. Lee logran escapar, pero son acorralados rápidamente. Antes de que Rafael pueda matar a Daniel, O'Neill llega y mata a todos los rebeldes. No obstante, el guerrillero reanimado vuelve aparecer y continua disparando hasta Burke logra eliminarlo. Toman el dispositivo Antiguo y vuelven a casa.
Finalmente en el SGC, el SG-1 vuelve a reunirse y O'Neill invita a comer a Carter.

## Artistas invitados
- Carmen Argenziano como Jacob Carter/Selmak.
- Tony Amendola como Bra'tac.
- Bill Dow como el Dr. Lee.
- David Palffy como Anubis.
- Enrico Colantoni como el Agente Burke.
- Frank Roman como Rafael.
- Zak Santiago como Rogelio Duran.
- Victor Favrin como Chalo.
- Ian Marsh como Thoth.
- Dan Shea como el Sargento Siler.[3]
- Dan Payne como el Guerrero.[3]
- Alex Zahara como el Guerrero de captura en movimiento.[3]
- Miguel Castillo como Pedro.[3]